# Thimo Willems
Thimo Willems (Jette, 9 februari 1996) is een Belgisch wielrenner.

## Carrière
Willems ondertekende in 2013 een amateurcontract bij Cube Spie-Douterloigne. In 2014 won hij met de derde etappe van de Internationale Junioren Driedaagse van Axel zijn eerste juniorenwedstrijd. De Memorial Danny Jonckheere won hij tweemaal, waardoor hij mede-recordhouder is van deze wedstrijd.
In september 2018 ondertekende Willems een profcontract voor twee jaar bij Sport Vlaanderen-Baloise. In zijn eerste profseizoen won hij het bergklassement in de Ronde van Turkije.  Hij reed van 2019 tot 2021 voor Sport Vlaanderen-Baloise. In het seizoen 2022 reed hij voor het continentale team Minerva CT. Een jaar later stapte de Belg over naar het Nederlandse VolkerWessels Cycling Team.

## Belangrijkste overwinningen
2017
Memorial Danny Jonckheere
2018
Memorial Danny Jonckheere
1e etappe Ronde van Moselle
2019
 Bergklassement Ronde van Turkije
2022
Grote Prijs Vermarc Sport
2023
Midden-Brabant Poort Omloop

## Resultaten in voornaamste wedstrijden
|      | \| Jaar \| Gent-Wevelgem \| Ronde van Vlaanderen \| Parijs-Tours \| \| ---- \| ------------- \| -------------------- \| ------------ \| \| 2019 \| \| \| opgave \| \| 2020 \| \| opgave \| 37e \| \| 2021 \| 63e \| 60e \| \| |                      |              |
| Jaar | Gent-Wevelgem | Ronde van Vlaanderen | Parijs-Tours |
| 2019 | |                      | opgave       |
| 2020 | | opgave               | 37e          |
| 2021 | 63e | 60e                  |              |

## Ploegen
- 2013 —  Cube Spie-Douterloigne
- 2014 —  APT Spie-Douterloigne
- 2015 —  BCV Works-Soenens
- 2016 —  Prorace Cycling Team
- 2017 —  EFC-L&R-Vulsteke
- 2018 —  EFC-L&R-Vulsteke
- 2019 —  Sport Vlaanderen-Baloise
- 2022 —  Sport Vlaanderen-Baloise
- 2021 —  Sport Vlaanderen-Baloise
- 2022 —  Minerva Cycling Team
- 2023 —  VolkerWessels Cycling Team
- 2024 —  VolkerWessels Cycling Team
- 2025 —  VolkerWessels Cycling Team